# Brigitte Wujaková
Brigitte Wujaková, rozená Künzelová (* 6. března 1955, Karl-Marx-Stadt, Sasko) je bývalá východoněmecká atletka, jejíž specializací byl skok daleký.

## Kariéra
Na Mistrovství Evropy v atletice 1978 v Praze skončila těsně pod stupni vítězů, na 4. místě. Její nejdelší pokus měřil 660 cm. Bronzovou medaili získala československá dálkařka Jarmila Nygrýnová, která skočila o 9 centimetrů dál. V roce 1979 skončila druhá na světovém poháru v Montrealu a pomohla Východním Němkám k celkovému vítězství.
Největší úspěch své kariéry zaznamenala v roce 1980 na letních olympijských hrách v Moskvě, kde vybojovala výkonem 704 cm stříbrnou medaili. Olympijskou vítězkou se stala sovětská dálkařka Taťána Kolpakovová, která dolétla v poslední sérii do vzdálenosti 706 cm.
Na evropském šampionátu 1982 v Athénách skončila na desátém místě.